# ギオルギー・イワノフ
ギオルギー・イワノフ（Georgi Ivanov Kakalov、ブルガリア語: Георги Иванов Какалов、1940年7月2日-）は、初めて宇宙を訪れたブルガリア人である。1990年にブルガリアの国会議員になった。

## 生い立ち
イワノフはロヴェチで生まれ、ドルナ・ミトロポリヤの空軍学校に通った。5年間の修養期限を終え、ブルガリア陸軍に入り、パイロットとなった。数年後、彼は教官兼部隊長になった。
1978年にソビエト連邦の宇宙プログラムであるインターコスモスに参加するとすぐに、自分の名字カカロフがロシア語で悪い意味を持つことから、イワノフに改名した。厳しい訓練を終え、イワノフはインターコスモスプログラムの4番目のミッションに選ばれた。

## インターコスモスプログラム
彼はソ連の宇宙飛行士ニコライ・ルカビシュニコフとともにソユーズ33号のミッションの一部としてバイコヌール宇宙基地から1979年4月10日17時34分GMTに打ち上げられた。打上げは成功したが、エンジンの損傷により予定されていたサリュート6号との軌道上でのドッキングが行えなかった。イワノフとルカビシュニコフに出来たのは、地球への帰還を早める決断を下すことだけだった。他の技術的な問題により、着陸の際には9G以上の負荷がかかった。最終的に、ソユーズ33号は、1日と23時間1分で地球を31周してジェズカズガンの320km南東に着陸した。
イワノフは1979年4月13日にソ連邦英雄を受賞した。また、宇宙工学の博士号を授与された。彼は後にブルガリアの国会議員に立候補し、新しい民主憲法の策定にも参画した。

## 私生活
1993年以降、イワノフはAir Sofia Ltdの取締役を務めている。
1982年にはNatalya Rousanovaと結婚し、1967年生まれの1人の娘Aniがいる。後に彼らは離婚し、Lidiaと再婚して1984年に息子Ivanが生まれた。趣味はスキー、釣り、ゴルフである。Association of the Space Explorersのメンバーであり、Future in Space Foundationを設立した。